# Pädaudiologie
Die Pädaudiologie (von griechisch  pais, Kind) ist sowohl als Wissenschaft von Hörstörungen (des Hörens) und der auditiven Wahrnehmung im Kindesalter ein Teilgebiet der Audiologie (der Wissenschaft des Hörens) als auch ein Fach der klinischen Medizin, das sich mit der Diagnostik und Therapie kindlicher Hörstörungen befasst.

## Die Situation in Deutschland

### Der Facharzt für Phoniatrie und Pädaudiologie
Um nach einem absolvierten Medizinstudium als Facharzt für Phoniatrie und Pädaudiologie (vorübergehend von 2004 bis 2018 „Facharzt für Sprach-, Stimm- und kindliche Hörstörungen“) tätig zu werden, bedarf es einer fünfjährigen Weiterbildungszeit.
Zur Zeit des Teilgebietes musste man Facharzt für HNO mit 4-jähriger Weiterbildungszeit sein, um dann 2 weitere Jahre im Teilgebiet ausgebildet zu werden. Nach Einführung des Facharztes 1992 durften diese Ärzte aufgrund einer Übergangsregelung auf Antrag bei ihrer Ärztekammer zusätzlich die eigenständige Facharztbezeichnung führen. Die Weiterbildungszeit wurde 1992, einheitlich für alle Fachgebiete, auf 5 Jahre festgelegt, umfasste 2 Jahre gemeinsame Basis-Weiterbildung mit den HNO-Ärzten und 3 Jahre fachspezifische Weiterbildung. Hintergrund dieser Aufteilung war eine beschlossene Zusammenführung einiger Fächer mit Facharztbezeichnungen unter einem, gemeinsamen Dach, hier als Gebiet Hals-Nasen-Ohrenheilkunde mit den Fachärzten für HNO und den Fachärzten für Stimm-, Sprach- und kindlichen Hörstörungen. Auf Beschluss des Deutschen Ärztetages 2018 wurde die eingeführte deutschsprachige Facharztbezeichnung, die sich nie richtig hat durchsetzen können, rückgängig gemacht und das gemeinsame Gebiet HNO aufgelöst. Seitdem ist in der Weiterbildungsordnung ein eigenständiger Facharzt verankert.
Es wurde im Rahmen der EU-Harmonisierung der ärztlichen Weiterbildung versucht, eine europaweite Angleichung der Weiterbildung im Fach Phoniatrie-Pädaudiologie innerhalb der Fachgesellschaften zu entwerfen und ein einheitliches Weiterbildungskonzept seitens der UEP vorgelegt.

### Fachgesellschaften
Bei der Deutschen Gesellschaft für Phoniatrie und Pädaudiologie (DGPP) handelt es sich um den Zusammenschluss vorwiegend wissenschaftlich tätiger Fachärzte für Phoniatrie-Pädaudiologie incl. vielfach Ordinarien deutscher Hochschulen. Mitglied kann jeder Arzt für Phoniatrie-Pädaudiologie werden, der Bürgen aus dem Kreise der Mitglieder benennen kann. Für Ärzte in der Weiterbildung gibt es die Juniormitgliedschaft, die nach bestandener Facharztprüfung auf Antrag in eine Vollmitgliedschaft umgewandelt werden kann. Als vorwiegende Aufgabe der Gesellschaft darf die Erhaltung eines hohen wissenschaftlichen Standards des Fachs angesehen werden.
Dem Vorstand gehört auch ein Mitglied des Deutschen Berufsverbandes der Fachärzte für Phoniatrie und Pädaudiologie e. V. an. Dabei handelt es sich um den Zusammenschluss vorwiegend praktisch tätiger Ärzte. Mitglied kann jeder Facharzt werden, er sollte möglichst eine Praxis betreiben. Als vorwiegende Aufgabe des Berufsverbandes darf die Erhaltung der freiberuflichen Tätigkeit der Fachärzte angesehen werden sowie u. a. die Wahrnehmung von Rechten gegenüber der gesetzlichen Krankenversicherung und den Kassenärztlichen Vereinigungen.

### Behandlungsleitlinien
Folgende Leitlinien im Bereich Pädaudiologie sind in Federführung der DGPP bisher erstellt worden:
- S1-Leitlinie Auditive Verarbeitungs- und Wahrnehmungsstörung (AVWS) der DGPP. In: AWMF online (Stand 30.09.2019)
- S2k-Leitlinie Periphere Hörstörungen im Kindesalter  der DGPP. In: AWMF online (Stand 30.09.2013) (in Überarbeitung)

Eine Mitarbeit erfolgte bei folgenden Leitlinien:
- S2k-Leitlinie Cochlea-Implantat Versorgung einschließlich zentral-auditorischer Implantate  der Deutschen Gesellschaft für Hals-Nasen-Ohren-Heilkunde, Kopf- und Hals-Chirurgie e. V.. In: AWMF online (Stand 02.05.2012) (in Überarbeitung)
- S1-Leitlinie Aktive, implantierbare Hörsysteme bei Hörstörungen  der Deutschen Gesellschaft für Hals-Nasen-Ohren-Heilkunde, Kopf- und Hals-Chirurgie e. V.. In: AWMF online (Stand 31.12.2017)
- S1-Leitlinie Chronischer Tinnitus  der Deutschen Gesellschaft für Hals-Nasen-Ohren-Heilkunde, Kopf- und Hals-Chirurgie e. V.. In: AWMF online (Stand 28.2.2015) (in Überarbeitung)
- S2k-Leitlinie Down-Syndrom  der  Deutsche Gesellschaft für Kinder- und Jugendmedizin e. V. (DGKJ). In: AWMF online (Stand 31.07.2016)
- S2k-Leitlinie Seromucotympanon  der Deutschen Gesellschaft für Hals-Nasen-Ohren-Heilkunde, Kopf- und Hals-Chirurgie e. V.. In: AWMF online (Stand 31.10.2018)
- S3-Leitlinie Diagnostik und Behandlung der Rechenstörung  der  Deutschen Gesellschaft für Neurowissenschaftliche Begutachtung e. V.. In: AWMF online (Stand 31.10.2019)
- S2k-Leitlinie Allgemeine Grundlagen der medizinischen Begutachtung  der  Deutsche Gesellschaft für Kinder- und Jugendpsychiatrie, Psychosomatik und Psychotherapie e. V. (DGKJP). In: AWMF online (Stand 25.02.2018)
- wg. Überarbeitung mom. offline S2k-Leitlinie Einseitige Lippen-Kiefer-Gaumen-Spalten der Deutschen Gesellschaft für Mund-, Kiefer- und Gesichtschirurgie (DGMKG). In: AWMF online (Stand 01.07.2010)
- wg. Überarbeitung mom. offline S3-Leitlinie Diagnostik und Behandlung von Kindern mit Lese- und/oder Rechtschreibstörung der Deutsche Gesellschaft für Kinder- und Jugendpsychiatrie, Psychosomatik und Psychotherapie (DGKJP. In: AWMF online (Stand 23.04.2015))

sowie Mitarbeit bei folgender, angemeldeter Leitlinie:
- S3-Leitlinie Diagnostisches und therapeutisches Management der Zytomegalievirus-Infektion bei Schwangeren, Neugeborenen und Kindern der Gesellschaft für Virologie (GfV). In: AWMF online

### Statistiken
Die Ärztestatistik der Bundesärztekammer zum 31. Dezember 2023 listet insgesamt 283 Fachärzte auf, davon sind 119 in niedergelassener und 57 als ohne ärztliche Tätigkeit/im Ruhestand gelistet.
Im Juli 2024 waren in der DGPP 337 Mitglieder registriert.

## Die Situation in Österreich
Ein eigenständiges Sonderfach Phoniatrie gibt es in Österreich nicht, es zählt als "Spezialisierung" des Quellfachgebiets Hals-Nasen-Ohrenheilkunde.
Die Facharztausbildung HNO umfasst nach der ÄAO 2015 72 Monate mit Abschlussprüfung. Anschließend erfolgt die Ausbildung in der Spezialisierung Phoniatrie-Pädaudiologie über weitere 2 Jahre mit eigenständiger Prüfung zum Abschluss der Weiterbildung.

### Standesorganisationen
Die Sektion Phoniatrie ist eine Teilorganisation der Österreichischen Gesellschaft für Hals-Nasen-Ohrenheilkunde, Kopf- und Halschirurgie.
Sie verfolgt standespolitische Ziele, vertritt die Interessen der Phoniatrie gegenüber anderen ärztlichen Organisationen und Behörden, setzt sich für die weitere Entwicklung der Phoniatrie und Pädaudiologie einschließlich der Fortbildung von Ärzten auf diesem Gebiet ein und stellt sich gegebenenfalls bei Fachfragen beratend zur Verfügung. Darüber hinaus vertritt sie das spezialisierte Fachgebiet der Phoniatrie wissenschaftlich innerhalb der Österreichischen HNO-Gesellschaft.
Die Mitglieder der Sektion Phoniatrie müssen Fachärzte(-innen) für Hals-Nasen-Ohrenkrankheiten mit dem Zusatzfach Stimm- und Sprachkrankheiten (Phoniatrie) und zugleich Mitglieder der Österreichischen Gesellschaft für Hals-Nasen-Ohrenheilkunde, Kopf- und Halschirurgie sein.
Vorsitzende der Sektion ist Doris-Maria Denk-Linnert aus Wien.
Im September 2016 umfasste die Sektion Phoniatrie 45 Mitglieder.
Unabhängig von der HNO-Fachgesellschaft gibt es die interdisziplinäre Österreichische Gesellschaft für Phoniatrie, Logopädie und Pädaudiologie (ÖGLPP) in der neben Ärzten auch nichtärztliche Mitglieder vertreten sind. Präsidentin ist Berit-Schneider-Stickler aus Wien.

## Die Situation in der Schweiz
Eine 2-jährige Weiterbildung im Schwerpunkt Phoniatrie kann nach Abschluss der kompletten Weiterbildung über 5 Jahre im Fach Oto-Rhino-Laryngologie erfolgen. 2024 stehen Ausbildungsstätten an Kliniken in Basel, Bern, Lausanne, Luzern, St. Gallen und Zürich zur Verfügung.

### Standesorganisation
Bei der Schweizerischen Gesellschaft für Phoniatrie (SGP) (Präsident Jörg E. Bohlender, Zürich) sind 36 Fachärzte als ordentliche Mitglieder registriert (Stand 2024).

## Internationale Verbände
Als Verband gibt es international die Intl. Association of Logopedics and Phoniatrics (IALP), auf europäischer Ebene die Union of European Phoniatrics (UEP).